# Anomospermum solimoesianum
Anomospermum solimoesianum là một loài thực vật có hoa trong họ Biển bức cát. Loài này được (Moldenke) Krukoff & Barneby mô tả khoa học đầu tiên năm 1971.